# آشپز، دزد، همسرش و عاشقش
آشپز، دزد، همسرش و عاشقش (به انگلیسی: The Cook, the Thief, His Wife & Her Lover) فیلمی در ژانر رمانتیک، درام، جنایی به نویسندگی و کارگردانی پیتر گرینوی محصول سال ۱۹۸۹ فرانسه و بریتانیا است. از بازیگران این فیلم می‌توان به مایکل گمبون، هلن میرن، تیم راث، کیران هایندز و راجر اشتون-گریفیتس اشاره کرد.
این فیلم در مجموع ۱۸ بار کاندید دریافت جایزه از فستیوال‌های معتبر فیلم گردید و ۷ باموفق موفق به کسب آن شد. این فیلم موفق به کسب بهترین فیلم خارجی را در سال ۱۹۹۱ از انجمن منتقدان فیلم شیکاگو شد؛ و در جشنواره فیلم سیتخس سال ۱۹۸۹ در حالی که کاندید بهترین فیلم جشنواره بود؛ توانست عنوان بهترین کارگردان، فیلمبرداری، موسیقی و همچنین سِر مایکل گمبون به عنوان بهترین بازیگران انتخاب شد.
این فیلم ابتدا در جشنواره بین‌المللی فیلم تورنتو در سال ۱۹۸۹ به نمایش درآمد و در ۱۳ اکتبر ۱۹۸۹در لندن در دو پرده اکران شد؛ و در مجموع فروش جهانی به مبلغ ۷٬۷۲۵٬۱۲۶ دلار دست پیدا کرد.

## داستان
«آلبرت اسپیکا» خلاف‌کاری خشن و بی‌فکر، رستورانی مجلل دارد؛ او رئیس گروهی مافیایی است، که با دسیسه چینی، از رستوران‌های دیگر اخاذی می‌کند و با ایجاد رعب و وحشت در میان کارکنان، رستوران را اداره می‌کند. او یک سرآشپز فرانسوی به نام «ریچارد» دارد. «جورجینا داکاس» همسر آلبرت، که زنی خوش‌مشرب است، مجبور به همراهی همسرش در این رستوران است. آلبرت عاشق بچه است؛ و جورجیا حامله نمی‌شود و تا به حال ۳ بار سقط داشته‌است. آلبرت از هیچ فرصتی برای تحقیر و کتک زدن جورجینا، دریغ نمی‌کند. جورجیا عاشق کتاب فروشی به نام «مایکل» می‌شود. او که از مشتریان رستوران است؛ با کمک کارکنان رستوران، از هر فرصتی برای عشق بازی با جورجینا استفاده می‌کند.
شنبه؛ همخوابی جورجینا و مایک ادامه پیدا می‌کند؛ آلبرت از مایکل می‌خواهد که با آمدن سر میز آنها، با همسرش آشنا شود. جورجینا در خلال صحبت، فاش می‌کند که نازا است و این باعث شده راحت سکس کند. آلبرت که برفروخته شده، جورجیا را جلوی همه کتک می‌زند.
یک شنبه؛ آلبرت درگیر مهمان ویژه رستوران است؛ و مایکل و جورجینا در آشپزخانه به عشق بازی می‌پردازند.
دوشنبه؛ جورجینا برعکس نظر مایکل، معتقد است رابطه آنها باید در رستوران ادامه پیدا کند. چون آلبرت شک نمی‌کند. آلبرت که از سرویس دهی جنسی یکی از دخترانش به مشتری راضی نیست، رو به روی همه او را تحقیر می‌کند. دختر هم راز جورجینا و مایکل را فاش می‌کند. آلبرت که دیوانه گشته، سرتاسر رستوران را به دنبال آنها می‌گردد. ریچارد آنها را در سردخانه مخفی می‌کند؛ و سپس آنها را ماشین حمل گوشت‌های فاسد از رستوران، فراری می‌دهد؛ و آنها به کتاب فروشی مایکل می‌روند.
سه شنبه؛ ریچارد توسط «پاپ» برای آنها غذا می‌فرستد؛ و پاپ کتابی از مایکل قرض می گرد. در راه برگشت، آلبرت او را می‌بیند و متوجه قضیه می‌شود؛ اما هر اندازه پسرک را شکنجه می‌دهد؛ او چیزی نمی‌گوید. اما بالاخره آلبرت از روی کتاب، به نام کتاب فروشی و آدرس مایکل دست پیدا می‌کند.
چهارشنبه؛ ریچارد خبر شکنجه و بستری شدن پاپ را به جورجینا می‌دهد؛ و او برای دیدن پاپ به بیمارستان می‌رود. آلبرت، مایکل را شکنجه و او را مجبور به خوردن کاغذ کتاب‌هایش می‌کند. جورجینا در بازگشت با جسد مایکل رو به رو می‌شود و شب را در آغوش او به صبح می‌رساند. ریچارد که موضوع را می‌فهمد؛ با کمک کارکنان رستوران، آلبرت و نوچه‌هایش را از رستوران بیرون می‌کند.
پنجشنبه؛ جورجینا با جسد مایکل، به دردل می‌پردازد؛ او می‌گوید آلبرت نه با او، بلکه با هیچ زنی سکس نمی‌کرده‌است و شب‌ها با وسایل داخل چمدانش او را مجبور به خود ارضایی می‌کرده‌است. جورجینا ۴ بار فرار کرده‌است و همیشه نوکران آلبرت او را پیدا و برگردانده اند. جورجینا به مایکل قول انتقام می‌دهد. جورجینا به هر زحمتی شده، ریچارد را راضی به پختن مایکل می‌کند.
جمعه؛ جورجینا با کارت دعوت، آلبرت را برای جشن سالگرد ازدواج شان به رستوران دعوت می‌کند. جورجینا با کمک کارکنان رستوران و خلع سلاح آلبرت و نوکرانش، جسد مایکل را رو به روی او قرار می‌دهد؛ و با تهدید اسلحه او را به خوردن وامی‌دارد؛ و با شلیک گلوله به زندگی او پایان می‌دهد.